# Wallace & Gromit in Project Zoo
Wallace & Gromit in Project Zoo är ett plattformsspel utvecklat av Frontier Developments och utgivet av BAM! Entertainment (europeisk distribution hanterad av Acclaim Entertainment) för Playstation 2, Gamecube, Xbox och Microsoft Windows. Det är det första datorspelet med Aardman Animations figurer Wallace och Gromit och innehåller även Wallaces röst, Peter Sallis, som repriserar sin roll.

## Spelupplägg
Den onda pingvinen Feathers McGraw har tagit över en djurpark där han tvingar djuren att arbeta åt honom efter att ha tagit deras ungar som gisslan. Man spelar som hunden Gromit och man ska använda Wallaces bisarra uppfinningar - inklusive grötpistolen, Rullefarkoster, Springy Boots och Gyrocopter - för att bekämpa Feathers McGraws robotar och rädda bebisdjuren i typisk plattformsstil.